# جيم روبرتس (لاعب هوكي الجليد)
جيم روبرتس هو لاعب هوكي الجليد كندي، ولد في 8 يونيو 1956 في تورونتو في كندا.

## وصلات خارجية
- جيم روبرتس (لاعب هوكي الجليد) على موقع دوري الهوكي الوطني (الإنجليزية)
- جيم روبرتس (لاعب هوكي الجليد) على موقع قاعة مشاهير الهوكي (لاعب أن.إتش.أل) (الإنجليزية)
- جيم روبرتس (لاعب هوكي الجليد) على موقع EliteProspects.com (الإنجليزية)
- جيم روبرتس (لاعب هوكي الجليد) على موقع HockeyDB.com (الإنجليزية)
- جيم روبرتس (لاعب هوكي الجليد) على موقع Hockey-Reference.com (الإنجليزية)